# Heteronyx intrusus
Heteronyx intrusus är en skalbaggsart som beskrevs av Blackburn 1910. Heteronyx intrusus ingår i släktet Heteronyx och familjen Melolonthidae. Inga underarter finns listade i Catalogue of Life.